# La Ventosa (Cuenca)
La Ventosa es una localidad española del municipio de Villas de la Ventosa, en la provincia de Cuenca, comunidad autónoma de Castilla-La Mancha.
La iglesia está dedicada a La Purísima Concepción.

## Localidades limítrofes
Confina con las siguientes localidades:
- Al norte con Fuentesbuenas.
- Al noreste con Bólliga.
- Al este con Culebras.
- Al sur con Cuevas de Velasco.
- Al suroeste con Castillejo del Romeral.
- Al oeste con Bonilla.
- Al noroeste con Villanueva de Guadamejud y Villarejo del Espartal.

## Historia
Así se describe a La Ventosa en el tomo XV del Diccionario geográfico-estadístico-histórico de España y sus posesiones de Ultramar, obra impulsada por Pascual Madoz a mediados del siglo XIX:

Villa con ayuntamiento en la provincia, diócesis y partido judicial de Cuenca (5 leguas), audiencia territorial de Albacete (25) y capitanía general de Madrid (19); Situada en terreno llano y en el centro de una campiña labrada; su clima es templado, combatido por el viento N, y propenso a calenturas catarrales, pleuresías y carbunclos. Consta de 150 casas de pobre construcción, inclusa la de ayuntamiento, y un palacio del marqués que lleva el título del pueblo; escuela de primeras letras a la que concurren 60 niños, y está dotada con 800 reales; para surtido de los vecinos se encuentran varias fuentes fuera de la población; la iglesia parroquial (Nuestra Señora de la Concepción) está servida por un cura de segundo ascenso y un sacristán; tiene 3 ermitas, la de Jesús Nazareno dentro de la población, y las de la Paz y Caridad fuera. El término confina por N con Villarejo del Espartal; E Culebras; S Cuevas y Castillejo, y O Villanueva de Guadamajud; en su jurisdicción se halla el despoblado de Villarejo Caído; su terreno esa arenoso, de mediana calidad, pero continuo en producir; le cruza un pequeño arroyo y en la parte SO hay un monte poblado de chaparro. Los caminos son locales y en mal estado. La correspondencia se recibe de Huete. Producciones: trigo, cebada, centeno, avena, vino, aceite, azafrán, alazor, anís, cáñamo, patatas y hortalizas; se cría ganado lanar y caza de liebres, perdices y conejos. Industria: la agrícola, 3 telares de paños bastos, 6 de lienzo, un molino de aceite, otro harinero, y demás oficios indispensables. Comercio: la venta del sobrante de sus productos y la importación de algunos artículos de consumo diario. Población: 175 vecinos, 696 almas. Capital productivo: 1.858.160 reales. Imponible: 92.908. El presupuesto municipal asciende a 3.500 reales, y se cubre con el producto de las fincas de propios y otros arbitrios.
Diccionario geográfico-estadístico-histórico de España y sus posesiones de Ultramar

## Demografía
| Gráfica de evolución demográfica de La Ventosa entre 1842 y 1960 |
| |
| Población de derecho según los censos de población del INE Población de hecho según los censos de población del INEEntre el censo de 1970 y el anterior, este municipio desaparece porque se integra en el municipio Villas de la Ventosa |

| Gráfica de evolución demográfica de La Ventosa entre 2000 y 2020   |
|                                                                    |
| Población de derecho (2000-2020) según el padrón municipal del INE |

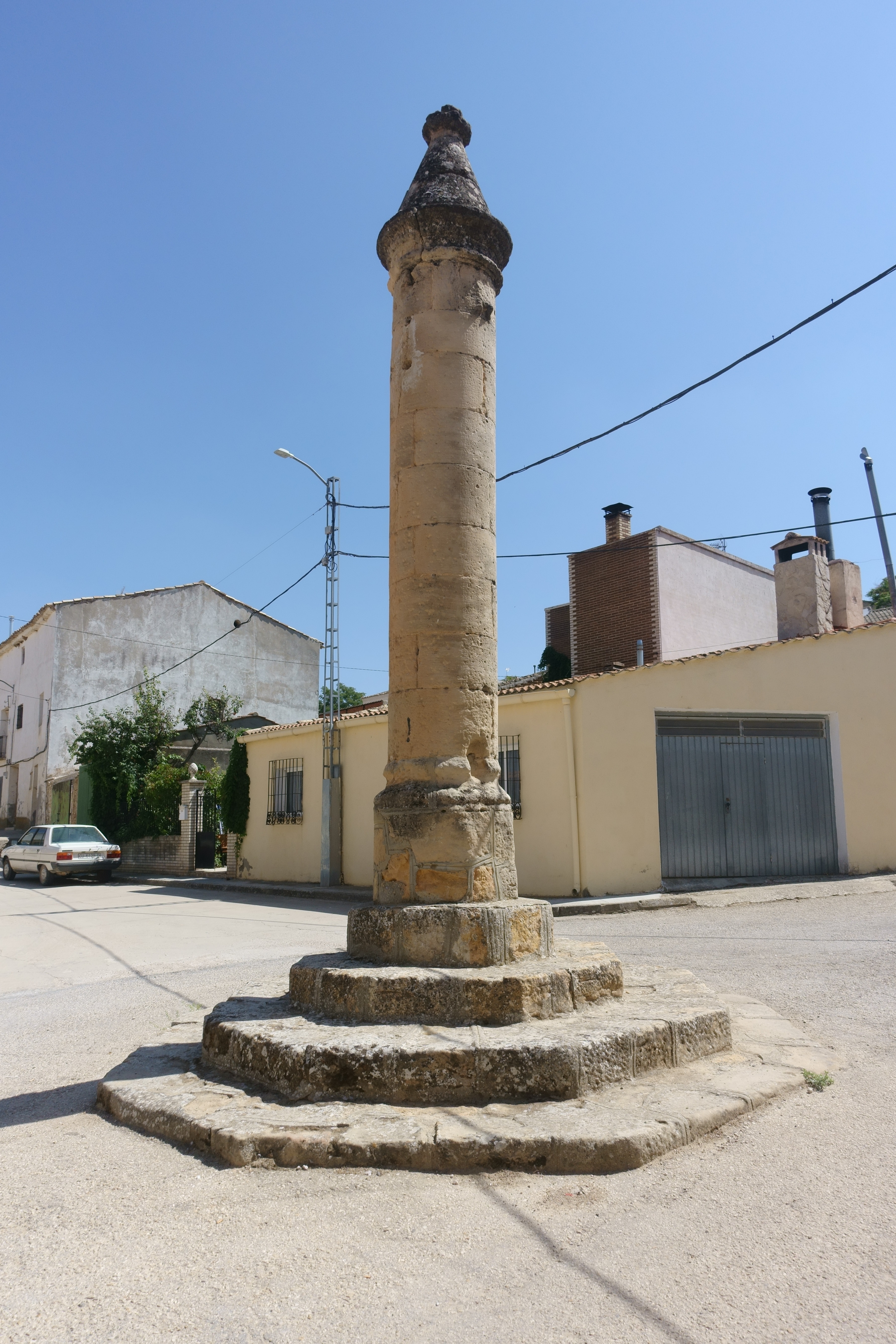
Rollo de justicia
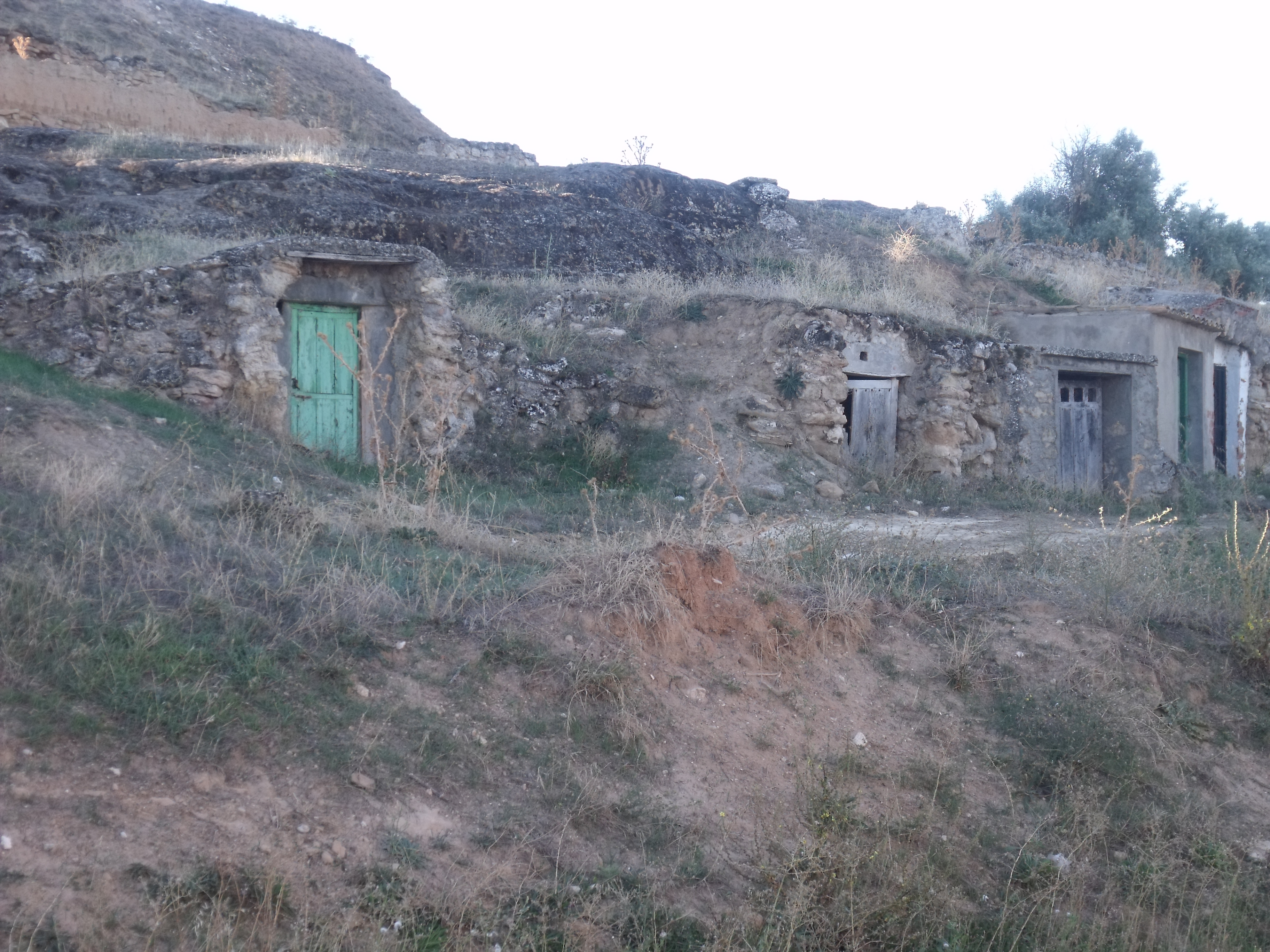
Bodegas subterráneas
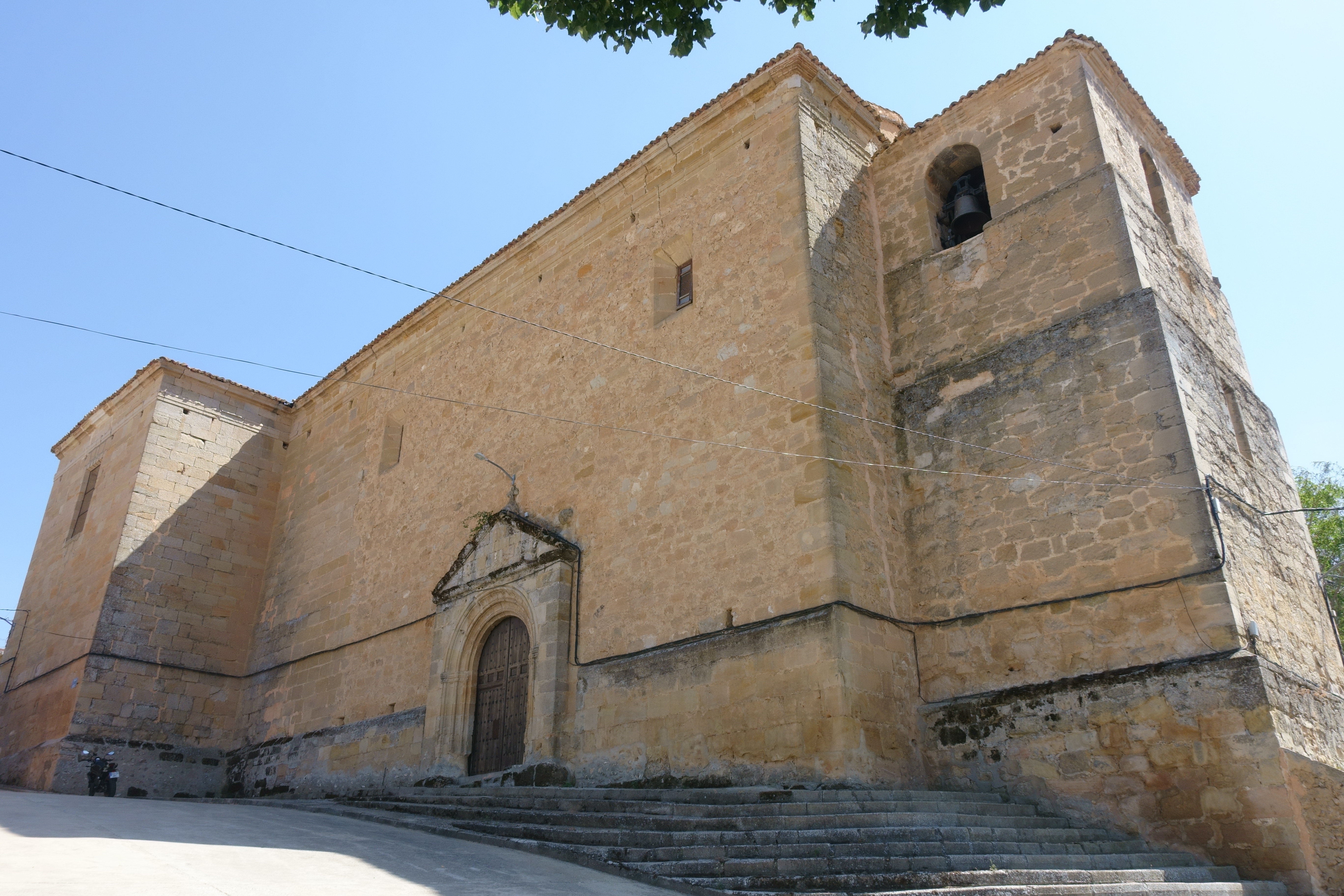
Iglesia de la Purísima Concepción
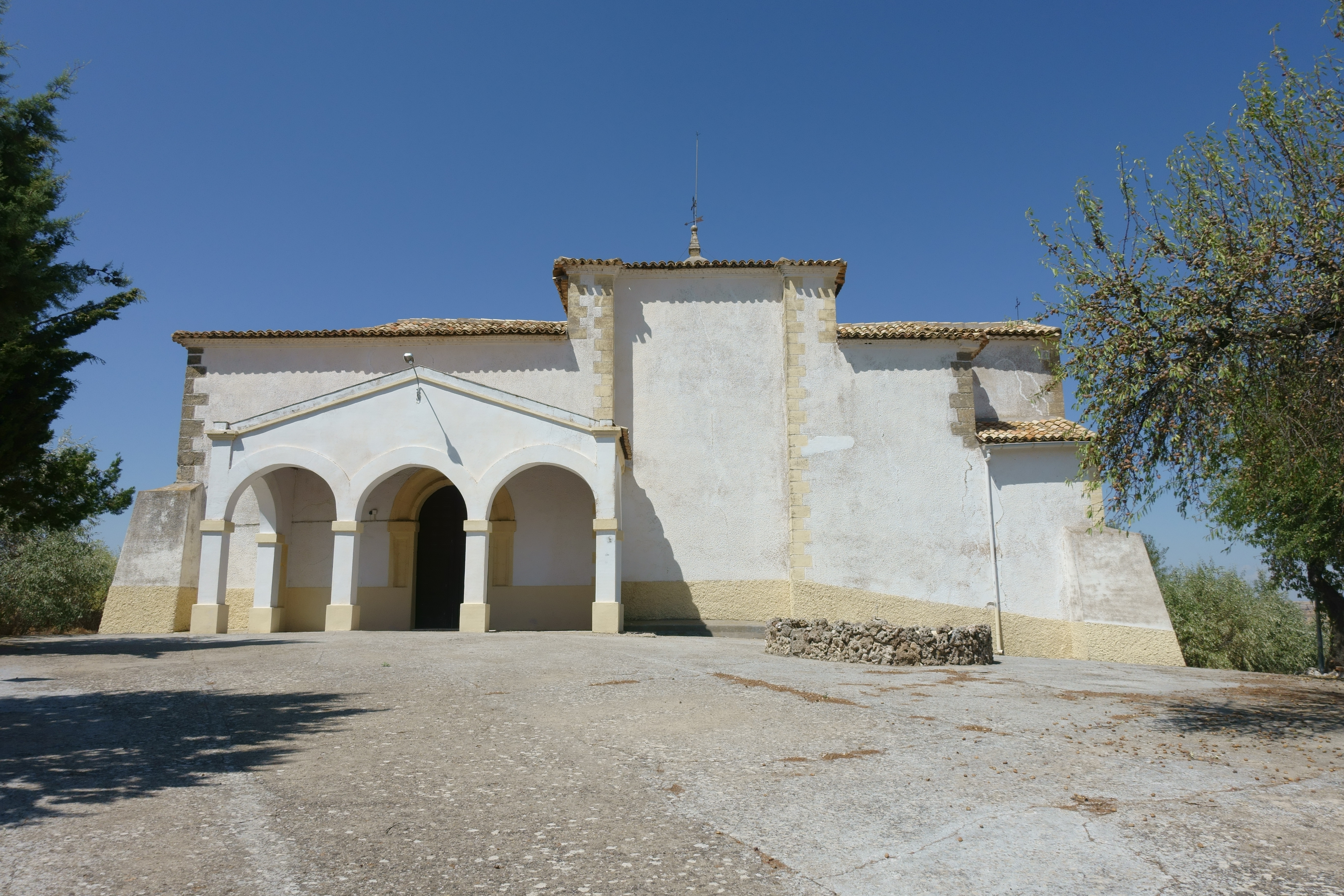
Ermita del Calvario
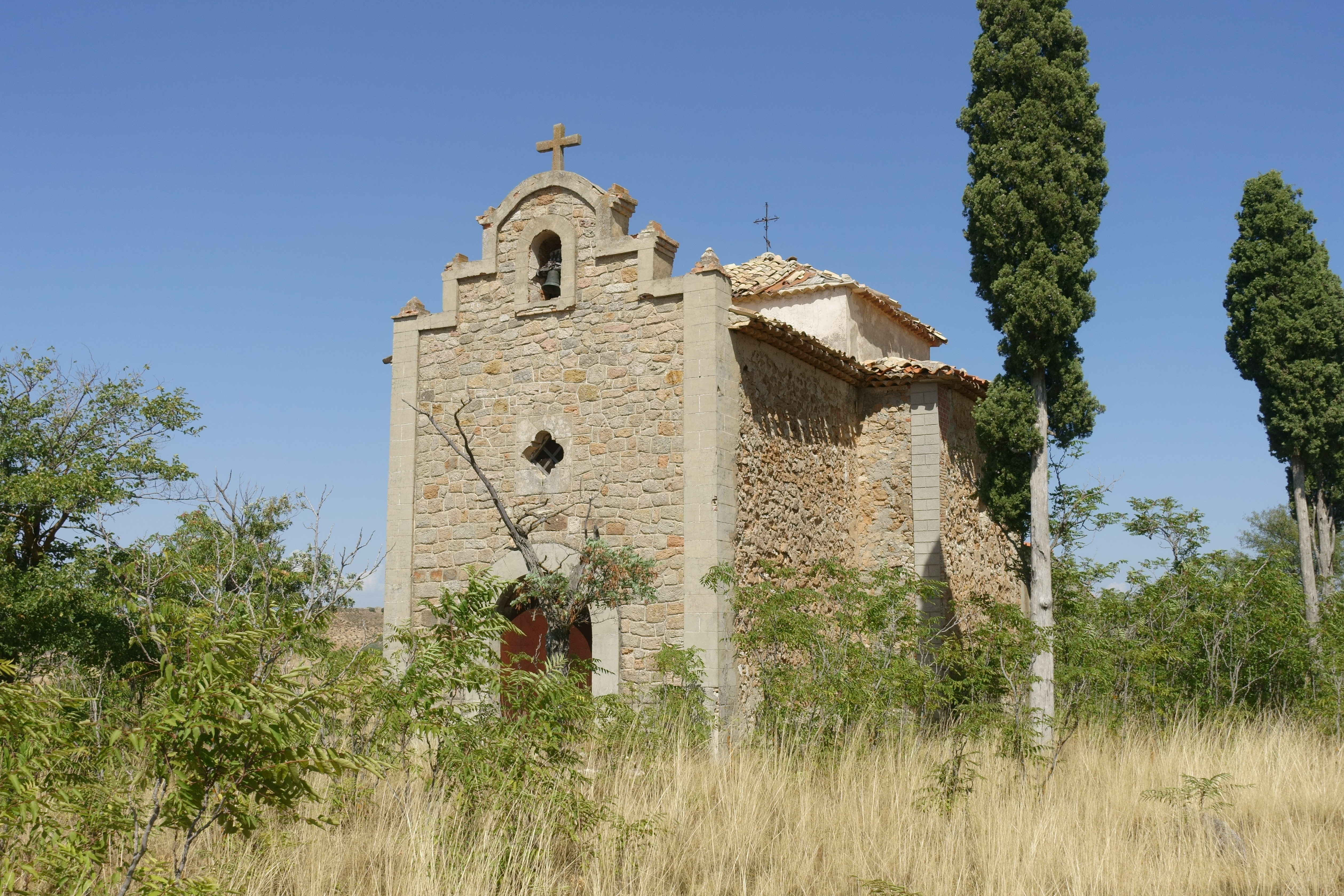
Ermita de la Concepción